# اچ‌دی ۱۹۵۰۱۹
اچ‌دی ۱۹۵۰۱۹ یک ستاره است که در صورت فلکی دلفین قرار دارد.